# 柏木もえ
柏木 もえ（かしわぎ もえ、1979年7月15日-）は、東京都出身のストリッパー。
身長163cm、スリーサイズ はD92cm（Dカップ）・W60cm・H87cm。血液型はO型。

## 略歴
元は看護婦で、スカウトで始める
2000年3月21日、新宿TSミュージックで初舞台を踏む。当初の芸名は「柏木 萌」（読みは同じ）。

## 人物
背の高くすらりとした姿の麗しい舞姫。
けれんみの無い芸風。大向こうを唸らせるわけではないが、舞いはこなれて解れなく、踊りはゆったりした中にも切れのある、いぶし銀の魅力を放つ踊り子。舞台の洗練の度合いは高く、容姿にも舞踊にも様式的な良さを持つ。客の感覚の洗練もためされる舞姫に当たると言えよう。
趣味は散歩、昼寝、旅行。コレクションは香水。特技は寝ること。
好きなものは、
食べ物では和食、和菓子、煎餅、プリン、杏仁豆腐、叙々苑ドレッシング。飲み物では水、オロナミンC、アサヒスーパードライ。キャラクターはシナモロール、ケロロ軍曹。色は緑、オレンジ、紫。
嫌いな物はトマト、レーズン、グリーンピース、毛虫。
劇場での差し入れ希望は、食べ物、飲み物、香水、商品券、ビール券、ゲームソフト（PSPなど）。

## 作品
- 若草
- 雪乙女
- 夏の浜辺の女
- 黄色い天女さま
- 紅に傘
- 黒黒黒

## Vシネマ
- 美しすぎる漁師（2012年） - 小谷野美帆役